# Unione Sportiva Juventus Domo 1988-1989
Questa voce raccoglie le informazioni riguardanti l'Unione Sportiva Juventus Domo nelle competizioni ufficiali della stagione 1988-1989.

## Rosa
| N. |                   | Ruolo | Calciatore        |
| -- | ----------------- | ----- | ----------------- |
|    | Italia (bandiera) | D     | Stefano Adda      |
|    | Italia (bandiera) | A     | Giuseppe Bellavia |
|    | Italia (bandiera) | A     | Ivano Conte       |
|    | Italia (bandiera) | A     | Damiano Farina    |
|    | Italia (bandiera) | C     | Luciano Foti      |
|    | Italia (bandiera) | C     | Valerio Galeazzi  |
|    | Italia (bandiera) | C     | Diego Ghiotto     |
|    | Italia (bandiera) | C     | Marcello Grandi   |
|    | Italia (bandiera) | C     | Elio Marabotto    |

| N. |                   | Ruolo | Calciatore        |
| -- | ----------------- | ----- | ----------------- |
|    | Italia (bandiera) | P     | Paolo Mulato      |
|    | Italia (bandiera) | D     | Emmanuele Panizza |
|    | Italia (bandiera) | C     | Renzo Pasquino    |
|    | Italia (bandiera) | C     | Elio Pecoraro     |
|    | Italia (bandiera) | D     | Giovanni Pioletti |
|    | Italia (bandiera) | P     | David Pozzati     |
|    | Italia (bandiera) | D     | Marco Ricci       |
|    | Italia (bandiera) | D     | Ivan Sottini      |